# Effingen
Effingen (schweizertyska: Efige) är en ort i kommunen Böztal i kantonen Aargau, Schweiz. Orten var före den 1 januari 2022 en egen kommun, men slogs då samman med kommunerna Bözen, Elfingen och Hornussen till den nya kommunen Böztal. I samband med sammanslagningen ändrades Effingens distriktstillhörighet från Brugg till Laufenburg.
Orten ligger cirka 7 kilometer väster om Brugg. Kring Effingen förekommer kuperat landskap och en kulle används för vinodling. Orten är belägen 432 meter över havet.

## Historia
Under romartiden gick en betydande väg från Vindonissa (idag Windisch) till Augusta Raurica (nära Basel) nära Effingen. Rester av vägen finns än idag. 1284 nämns byn Efingen för första gången i en urkund. Under medeltiden förvaltades Effingen av klostret Murbach som idag ligger i Frankrike. Genom huset Habsburg kom området år 1322 i klostret Königsfeldens händer.
År 1460 erövrade staden Bern regionen och 1798 intog Frankrike området och bildade den Helvetiska republiken. 1875 byggdes en järnvägslinje förbi Effingen, även om stationen uppfördes 2 kilometer utanför byn. Sedan 1996 finns även en motorväg nära orten.